# Panna zázračnica
Panna zázračnica je novela slovenského spisovatele Dominika Tatarky z roku 1945. V roce 1966 vznikl podle novely stejnojmenný film, který režíroval Štefan Uher.

## Nastínění zápletky
Hrdinové Uherova filmu (na scénáři se podílel sám Dominik Tatarka) jsou umělci a bohémové, kteří se toulají do vinárny, propíjejí své myšlenky, aby se druhý den mohli znovu ponořit do svých denních snů a vytvořit něco velkolepého a nadčasového. Největším talentem z této nesourodé skupinky básníků, malířů a profesorů je mladý Tristan (Ladislav Mrkvička). Příběh začíná jeho putováním po propité noci nočním městem. Toto putování zakončuje v hale vlakového nádraží, která působí monumentálně, ale přesto se tam lidé tlačí k sobě nebo jsou schoulení daleko od ostatních, čímž vytvářejí dojem osamělosti a neustálého čekání. Právě toto velké a osamělé místo vyplivne do Tristanova reality a také do Tristanova myšlenek osobu, ideu a ztělesněnou krásu Anabell (Jolanta Umecká). Stačí jediný letmý pohled a Tristan Anabelle propadne. Zrodí se v něm velká touha, kterou potřebuje naplnit, nedbaje, zda ze sebe udělá blázna nebo ne. Ale dříve než stihne něco udělat, ozve se siréna a všichni lidé utíkají do krytů v podzemí. Na tomto místě Tristan Anabellu ztrácí. 

## Hlavní postavy
- Jolanta Umecká – Anabella
- Ladislav Mrkvička – Tristan
- Otakar Janda – Havran
- Marta Kmunícková – pohřební kosmetička

## Tvůrci
- Štefan Uher – režie
- Dominik Tatarka – námět, scénář
- Stanislav Szomolányi – kamera

## Prvky surrealismu
Film neustále překračuje pomyslnou hranici toho, co je skutečné a toho, co skutečné není. Všechno je to zásluha vizuální stránky filmu, která umně zachází s odkazy na surrealismus a surrealistické umělce. Tyto odkazy na díla dokážeme ve filmu prociťovat jako něco lyrické nebo metaforické. V tomto zvláštním světě uměleckých obrazů a básní se odehrává příběh touhy a posedlosti, která nemá tragické následky, ale která pohání dvojici hlavních hrdinů (Tristana a Havrana) do smutných chvil, vědomy si svou obyčejnost a neschopnost dotknout se něčeho neobyčejného, co pro ně (v tomto případě) představuje Anabella.

## Anabella
Působí na jiné spíš jako ideál a něco neobyčejného. Ve svých očích je však zcela všední, poznamenaná bolestmi války a uvědomující si, že nikam nepatří. Její návrat na Slovensko a snaha opatřit si státní občanství je neúspěšná, protože sama není přesvědčena, zda se jí podaří objevit své štěstí. Neustále oděná v černém, poznamenaná smutným úsměvem a tichým projevem ve společnosti hravých a energických umělců, ustupuje do pozadí i když její odraz a těch pár slov, které přednese rezonují celým filmem. Všude se o ní mluví, každý kdo ji potká po ní zatouží. Jediný kdo se jí snaží pomoci a pochopit ji, je osamělý lapiduch a sochař Havran v podání Otakara Jandy. Jeho smutné oči a touha vyléčit Anabellu ze žalu, z něj dělají romantického hrdinu, který na konci filmu uspěje, ale ne na úkor vlastního štěstí. On a Tristan jsou ti jediní, kteří již od počátku chápou, že nikdy nebude jejich, ale i přesto se snaží poháněni malým kouskem naděje, o dosažení dokonalosti, které pro ně Anabella představuje. Uvědomují si, že jejich světy jsou příliš rozdílné na to, aby se mohli spojit na delší dobu. 

## Havran
Havranův svět je bezútěšný, prázdný, je znakem kruté reality. Chodí mezi mrtvolami mladých dívek, dělá jim odlitky obličeji a následně ty odlitky posílá truchlícím rodinám. Jeho bolesti a samotě se neustále vysmívá pohřební kosmetička v podání Marty Kmuníckovej a ona jediná je tou osobou, která ho svými posměšky dokáže vytáhnout z jeho snů do kruté reality. Havran se zmítá mezi osamělostí a prací, která ho ale vůbec netěší. Pracuje na stavbě sochy velkého vůdce, který má působit vůdcovsky a ne kazatelsky a sám si uvědomuje, že práce na něčem takovém mu bere i ty poslední zbytky jeho tvůrčích sil. Díky Anabelle ale začne pracovat na pomníku země, jejich společné země, možná i trochu vysněné, protože by tam mohli být navždy spolu a šťastný. Tímto Anabella jako správná múza zachrání Havrana od trápení, ve kterém se zmítal velmi dlouhou dobu. Vlastně od tehdy, kdy se vrátil z blázince. A on jí tu vděčnost oplatí, aniž by si Anabella uvědomovala, jak moc mu, už jen samotným faktem, že existuje, pomáhá, tím že vytvoří její posmrtnou masku po paměti a daruje jí svobodu. Daruje je volnost a čas na to, aby zjistila, co opravdu potřebuje. Jejich vztah je citlivě rozehraný a má větší důraz na realitu, než je tomu v případě Tristana, který ji vnímá jako svůj ztělesněný sen. 

## Tristan
Anabella mu neúmyslně dává podněty k všelijakým bláznovstvím a vyvolává v něm touhu udělat něco velkolepého. Něco díky čemuž by si ho všimla, něco díky čemuž by na něj myslela stejně intenzivně, jako myslí on na ni. Je to vidět ve scéně u Dunaje. Tristan skáče do vody a snažil se utopit, protože je to lehčí než pomyšlení na nedosažitelnou krásu, přičemž se s ním na břehu loučí všichni přátelé, rodina a profesoři. Namísto smutných vět mají ale pro něj jen další a další otázky, a tak Tristan raději znovu padá do Dunaje, k mořské panně, do snů. Tristan bydlící pohromadě z dalšími umělci na místě, kde se umění a sny spojí ve velkoleposti a výrazné obrazotvornosti, se také cítí osamělý, ale přítomnost všeho nevšedního mu umožňuje přeměnit se občas na lva, občas na neviditelného člověka, nebo i na někoho, kdo dokáže procházet zrcadlem do minulosti, aniž by si nějak ublížil. Neustále si vypomáhá tím, že si vymýšlí svět, situace i způsob jakým má tvořit. Samozřejmě od chvíle, kdy do jeho života vstoupí Anabella, se mu žádné jeho dílo nejeví dost dobré. Uzavírá se před ostatními do svých představ a jeho kamarádi si toho samozřejmě všimnou. Ve snaze pochopit, proč se Tristan spí tak podivně pátrají v jeho slovech po hlavní příčině jeho stavu a objeví ji ve slově Anabella. To, že se s ní později všichni seznámí, jen celé věci uškodí, protože tam, kde podlehli Tristan s Havranem, podlehnou i ostatní. Snaží se ji dobýt, zaujmout, přimět ji, aby se do nich zamilovala. Všechno je to ale marné a ze všech umělců je to právě Tristan, který si uvědomuje, že je to boj s větrnými mlýny. Pro všechny.

## Produkce
Panna zázračnica jako film je diametrálně odlišná než novela, i když úplný odklon to není. Film díky Uherově režii, ve které klade vyvážený důraz i na prostředí, v němž se hrdinové nacházejí, i na samotné hrdiny, umožňuje divákovi najít si přesně tu linii, která se mu jeví bližší, a kterou by mohl snadněji sledovat. Nikdy během příběhu nedovolí, aby byly tyto dvě roviny nevyvážené a tak z nich dělá něco symbiotické. A to do takové míry, že si Panna zázračnica  vysloužila přívlastky jako poetická, surrealistická nebo fantastická. Velký podíl na kráse tohoto filmu má i dvorní Uherův kameraman Stanislav Szomolányi, jehož kamera pluje příběhem jako člun na klidné hladině oceánu. Sem tam se ponoří hlouběji pod hladinu a dovolí nám nahlédnout „pod povrch“ hrdinů, kteří díky tomu dostávají emocionálnější rozměr. Jeho způsob komponování záběru je stejně působivé, jako je postup komponování hudby u Ilji Zeljenky, která odráží náladu postav v daných prostředích – tanec zvěrokruhu je nepříjemný, stísněný a uvědomujeme si, že díky zvolení této hudby vnímáme Anabellin pocit. Naopak úvodní melodie nám dovoluje nahlédnout do roztančené, bohémské duše umělců.

## Shrnutí
Polohy příběhu se neustále mění v rámci toho, kterou postavu momentálně sledujeme. Všechny složky od výroby, kostýmů, kamery, střihu a samotné režie tomu dopomáhají do takové roviny, že sledujeme nový nereálný svět, který působí skutečnější než sama skutečnost. Panna zázračnica je studií mladého člověka, umělecky založeného v kontrastu s člověkem, který ve světě neuspěl a je to vzájemný boj o hodnoty, o sny a co je nejhlavnější o místo v životě, do kterého by patřil, a ve kterém by se cítil jistě v nejisté době, kdy byl film natočen, nebo ve válečných časech, ve kterých se film odehrává. Lehká plynulost děje a síla toho vyřčeného i nevyřčeného dělají z tohoto filmu dílo, které rozhodně stojí za to vidět a udělat si na ně vlastní názor.

## Ocenění
1966 - Igric:
- Štefan Uher – za režii
- Dominik Tatarka – za scénář
- Ilja Zeljenka – za hudbu